# Sulzbach am Main

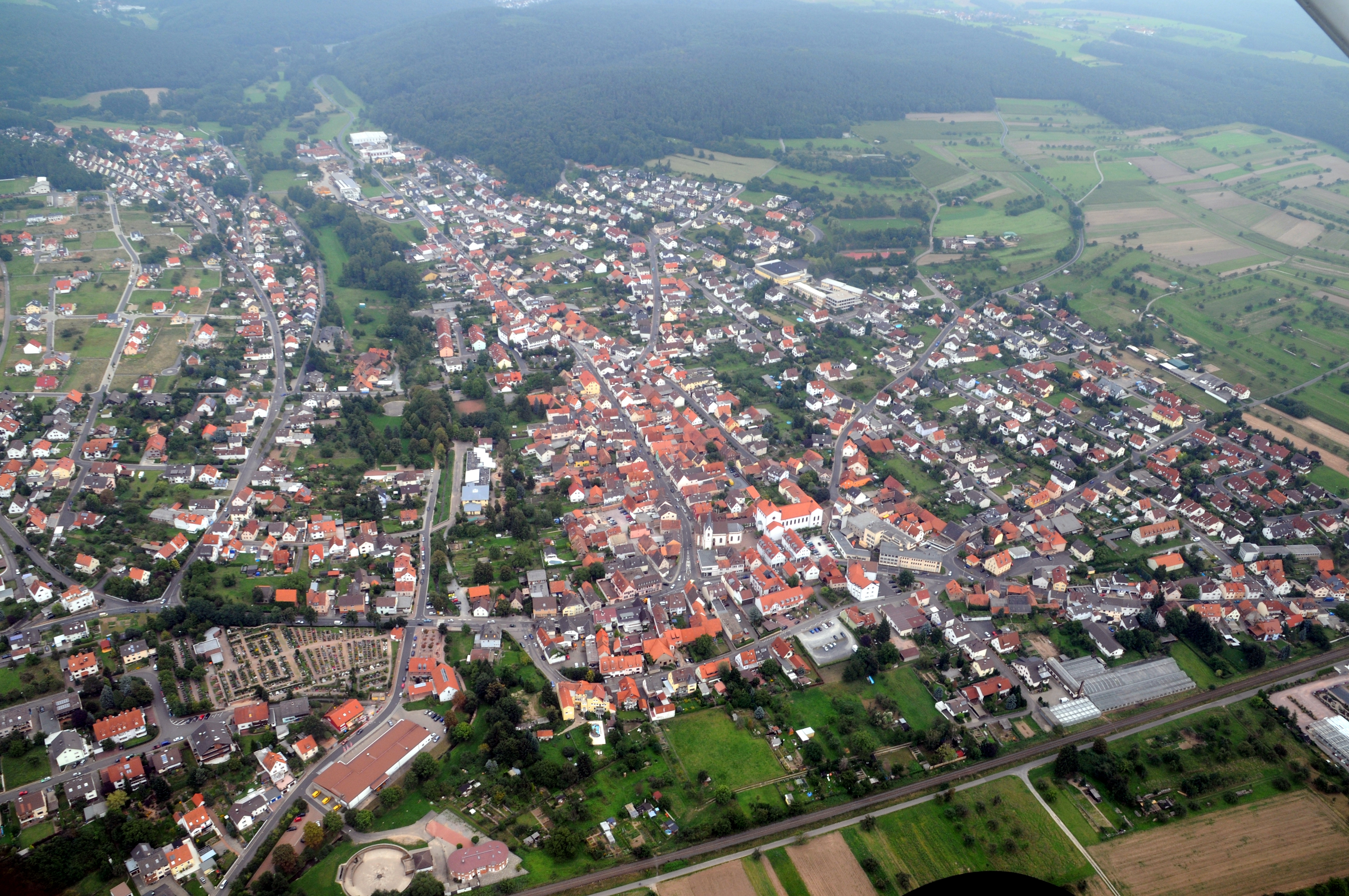
Sulzbach am Main

Sulzbach am Main este o comună-târg din districtul Miltenberg, regiunea administrativă Franconia Inferioară, landul Bavaria, Germania.